# Ngựa Groningen

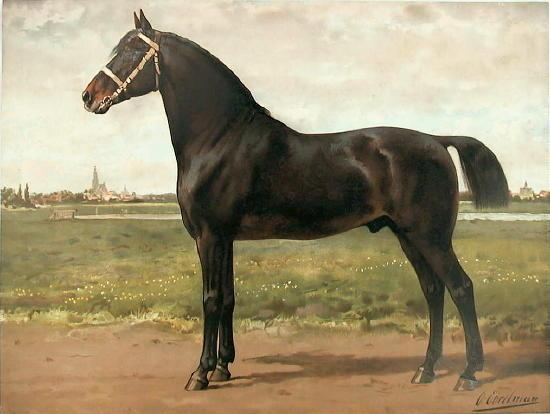
Hình của một con ngựa Groningen

Ngựa Groningen là một giống ngựa có nguồn gốc từ Hà Lan từ khoảng cuối thế kỷ XIX đầu thế kỷ XX, sổ phả hệ của chúng được ghi chép vào năm 1964 chúng được lai tạo phát triển dành cho loại hình ngựa kéo và để dùng vào việc đồng áng. Chúng có mối quan hệ máu mủ tương cận với các giống ngựa thuộc nhóm ngựa máu nóng hạng nặng như ngựa Đông Friesian và ngựa Alt-Oldenburger. Giống ngựa này gần như bị mai một vào giữa thế kỷ XX chính vì việc một số lượng lớn đầu ngựa được sử dụng để lai tạo nhằm tạo ra giống ngựa máu nóng Hà Lan, chỉ để lại vài giống thuần chủng còn sót lại. Ngựa Groningen được nhìn nhật trên tất cả chúng như "một con ngựa của gia đình". Bản chất điềm tĩnh tính khí ít hung hăng của chúng làm cho giống ngựa này trở thành những con ngựa rất lý tưởng để cưỡi ngựa dạo chơi, cưỡi ngựa giải trí. Chúng chóng lớn, sống dai, dễ nuôi. Một số cá thể ngựa Groningen, bao gồm cả ngựa giống đã được chấp thuận để tham gia thi đấu trong mà trình diễn ngựa ở cấp độ Z quốc gia Hà Lan hoặc cấp độ cao hơn, và một số thi đấu trong chương trình nhảy ngựa nghệ thuật đã biểu hiện rất tốt. Chúng đã được thi đấu ở vị trí sở trường của chúng như là những ngựa kéo xe phối hợp. 